# Scheibbs (zámek)

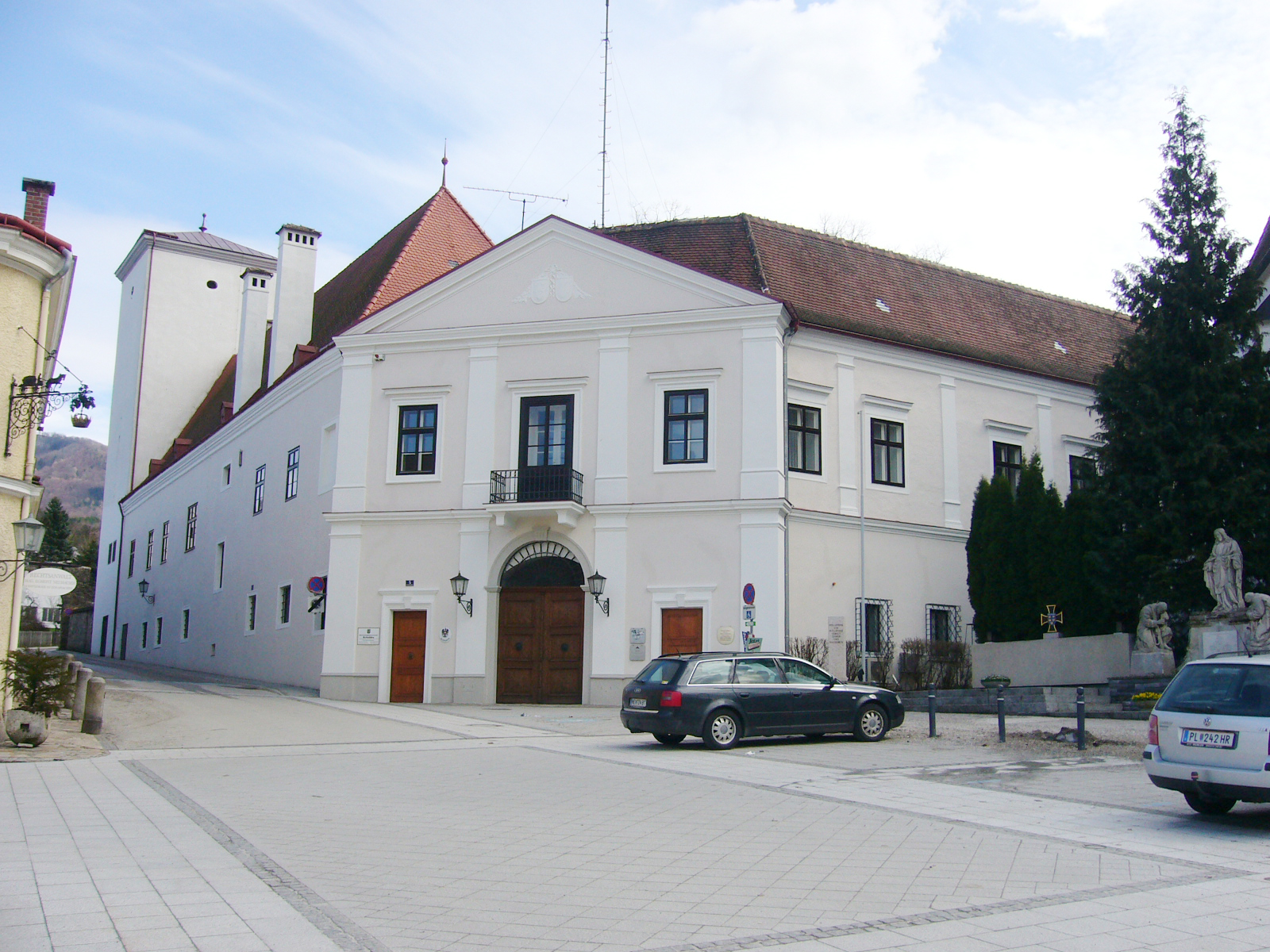
Zámek Scheibbs

Zámek Scheibbs stojí u radnice ve středu města Scheibbs v Dolních Rakousích a vytváří celkový soubor staveb s městským kostelem, hradbami a farou. Dřívější sídlo kartuziánského kláštera (Kartause Gaming) je dnes sídlem okresního hejtmanství okresu Scheibbs.

## Historie
Pravděpodobně zámek byl postaven kolem hradu a kostela v raném středověku, který měl příznivou polohu v údolí řeky Erlauf (křižovatka spojující Waidhofen an der Ybbs – Gresten - Scheibbs – Melktal). Hrad postavili předkové hrabat von Peilstein a později začlenili do opevněného Scheibbsu.
Roku 1338 daroval vévoda Albrecht II. Habsburský (1397-1439) trhové místo Scheibbs oblíbenému klášteru „Kartause Gaming“. Scheibbs byl tradičním správním centrem kláštera.
Je zde pohřbena Alžběta Lucemburská, dcera Karla IV. a Anny Svidnické. Provdaná roku 1366 jako osmiletá za šestnáctiletého rakouského vévodu Albrechta III. Zemřela 1373 jako patnáctiletá.
Po zrušení řádu v roce 1782 se opět změnili vlastníci zámku. Zpočátku byl zámek ve vlastnictví císařské státní hospodářské administrativy, která jej prodala v roce 1826 Ignazi Müllerovi.
V roce 1829 získal zámek Wenzel Joseph rytíř von Sallaba. Johann Heinrich baron von Sallaba prodal zámek v roce 1867 Andreasi Töpperovi (1786-1872). Vdova Amalia Horst prodala Edardovi Musilovi, majiteli papírny. Následný majitel papírny, Fritz Hamburger, získal v roce 1906 i zámek. Od roku 1954 je zámek ve vlastnictví země dolnorakouské.

## Vnější vzhled
Při příchodu k zámku upoutá pozornost nápadná vstupní část z roku 1868, kterou vybudoval po koupi v roce 1867 Andreas Töpper. Vzhled je typický pro zámky v Mostviertelu, jako zámek Zeillern nebo zámek Ernegg u Steinakirchen am Frost.
Vlevo je nápadná hradní věž, která měla dříve barokní poklop. Přilehlá oblouková vstupní brána je součástí staré městské hradby. Vpravo uzavírá kostelní kúr městského kostela svaté Magdaleny. Na rohu čtyřhranné stavby zámku sousedící s městskou hradbou je postavena ještě menší nárožní věž s cibulí.
Při vstupu do nádvoří zámku je pohled na romanticky vyhlížející budovu s arkádami v renesančním slohu s železnými okenními mřížemi, studnou s kovanou mříží a chrličem.

## Interiér
Prostory, které užíval představený kláštera mají hezké štukové stropy a ojedinělé výzdoby freskové. Tu vidíme v malé zasedací místnosti se zvýšeným stropem, pojmenované po zakladateli kláštera Brunovi, je asi nejkrásnější fresková výzdoba v zámku.

## Fotogalerie

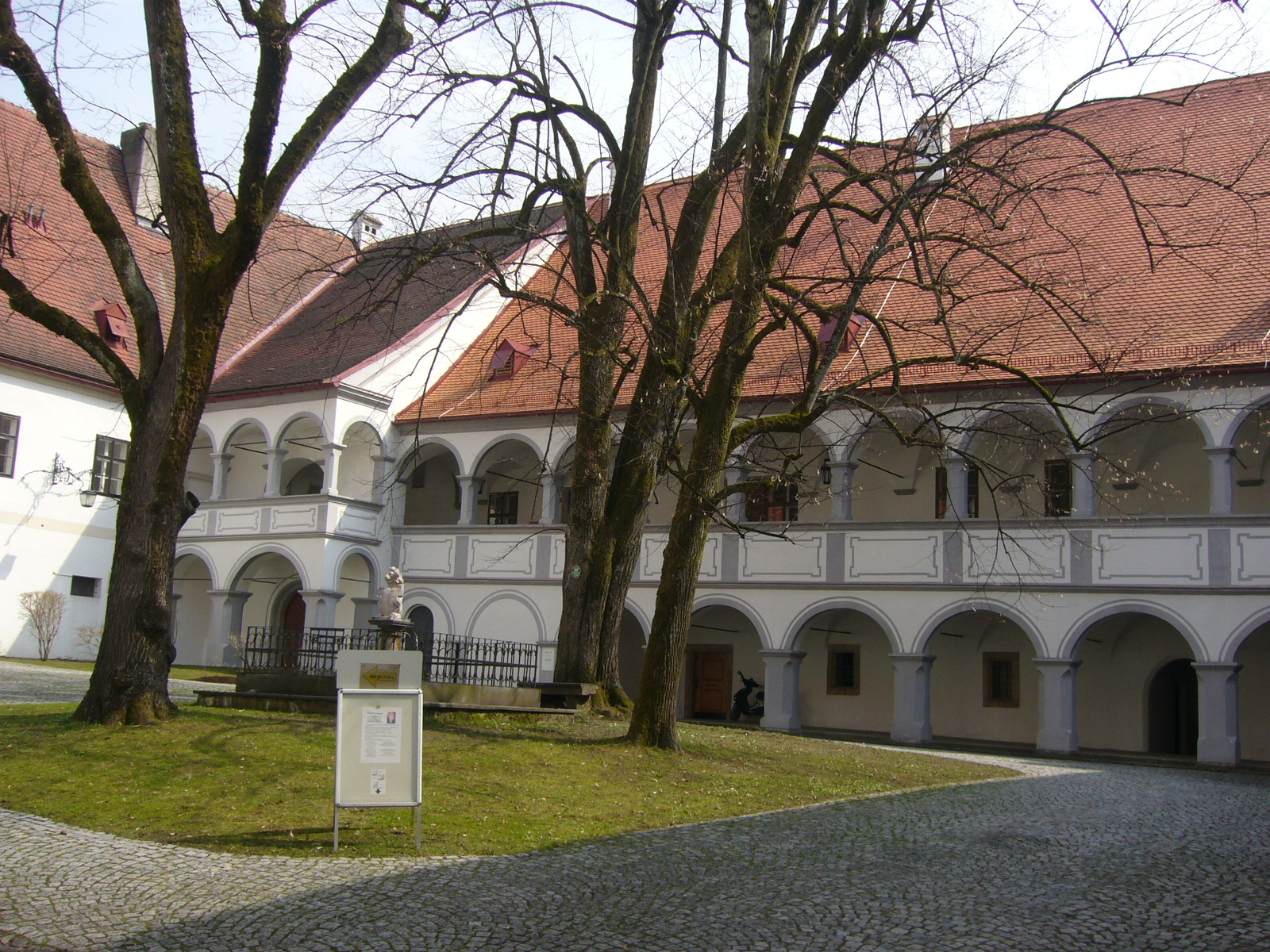
Renesanční arkády
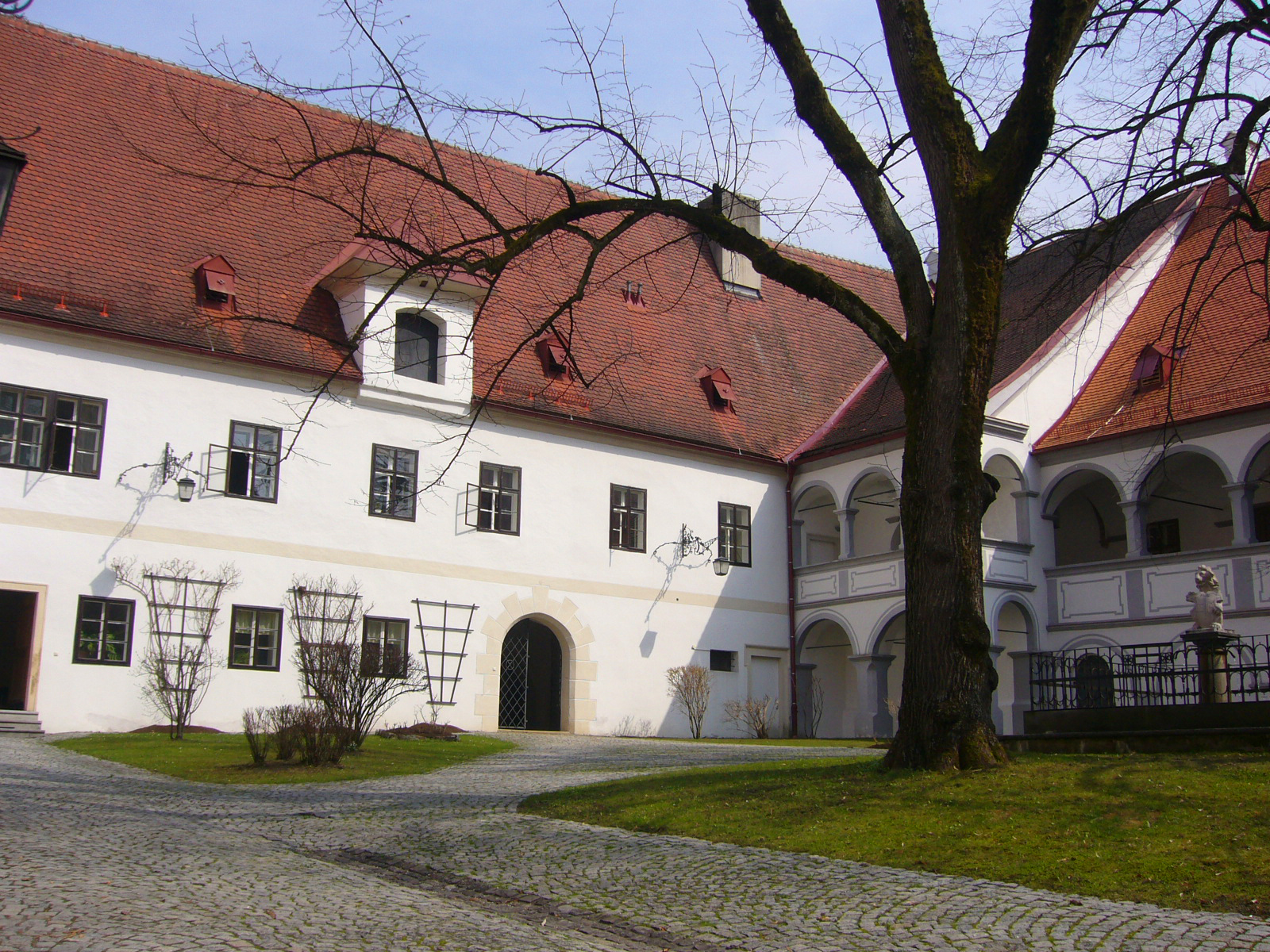
Nádvoří se studnou
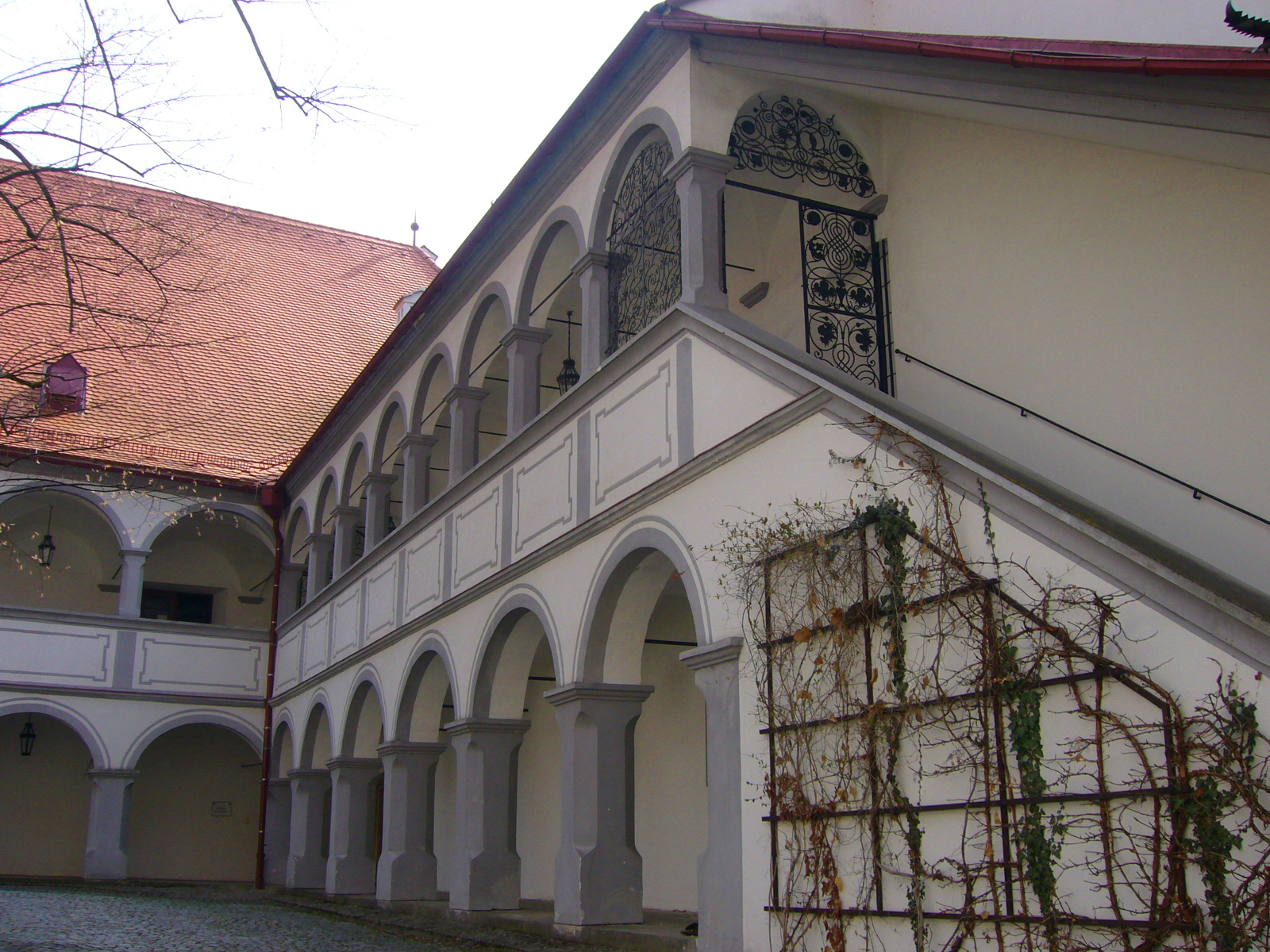
Arkády